# Средние Печи (Лельчицкий район)
Средние Печи (бел. Сярэднія Печы) — деревня в Симоничском сельсовете Лельчицкого района Гомельской области Беларуси.
На севере национального парка «Припятский» (до 1996 года Припятский ландшафтно-гидрологический заповедник). На юге урочище Плусище.

## География

### Расположение
В 18 км на северо-запад от Лельчиц, в 85 км от железнодорожной станции Ельск (на линии Калинковичи — Овруч), в 233 км от Гомеля.

### Гидрография
На востоке сеть мелиоративных каналов, связанных с рекой Коростинка (приток реки Уборть).

## Транспортная сеть
На автодороге Симоничи — Лельчицы. Планировка состоит из длинной прямолинейной улицы, ориентированной с юго-востока на северо-запад, к середине которой с севера присоединяется прямолинейная улица, ориентированная с юго-запада на северо-восток. Застройка плотная, деревянная, усадебного типа.

## История
Согласно письменным источникам известна с начала XX века. В 1908 году в Лельчицкой волости Мозырского уезда Минской губернии. В 1930 году организован колхоз «Средние Печи», работала кузница. Во время Великой Отечественной войны в ноябре 1942 года оккупанты сожгли деревню. За время оккупации каратели убили 22 жителей. Согласно переписи 1959 года центр подсобного хозяйства «Красная дуброва» районного объединения «Сельхозхимия». Располагались 9-летняя школа, клуб, библиотека, отделение связи, магазин, фельдшерско-акушерский пункт, детский сад.

## Население

### Численность
- 2004 год — 115 хозяйств, 326 жителей.

### Динамика
- 1908 год — 14 дворов, 75 жителей.
- 1917 год — 366 жителей.
- 1925 год — 65 дворов.
- 1940 год — 87 дворов, 468 жителей.
- 1959 год — 381 житель (согласно переписи).
- 2004 год — 115 хозяйств, 326 жителей.

## Известные уроженцы
- Бондарчук, Николай Трофимович — белорусский художник.